# Sukabumi Selatan
Sukabumi Selatan is een plaats (wijk - kelurahan) in het onderdistrict Kebon Jeruk in het bestuurlijke gebied Jakarta Barat (West-Jakarta) in de provincie Jakarta, Indonesië. De plaats telt 42.152 inwoners (volkstelling 2010).
]